# L'asilo dei papà
L'asilo dei papà (Daddy Day Care) è un film commedia del 2003 diretto da Steve Carr con protagonisti Eddie Murphy e Jeff Garlin. Il film ha avuto un sequel nel 2007 dal titolo Il campeggio dei papà.

## Trama
Dopo essere stato licenziato dal suo lavoro, Charlie Hinton trova una soluzione insieme ad un suo amico: aprire un asilo per bambini, perché l'unico che c'era costava troppo. Inizialmente la moglie Kim non lo approva ma decide di dargli una possibilità. Di principio le madri che vanno a iscrivere i propri figli sono convinte che due uomini non siano in grado di badare a dei bambini, ma poi vengono convinte da una loro amica. Intanto la signora Harridan, la proprietaria del costoso asilo, tenta di sfidarlo riuscendo a distruggere la festa per la raccolta fondi del loro asilo, riempiendo il luogo di scarafaggi. Per legge, in una casa non si possono tenere più di un tot di bambini così decidono di chiudere l'asilo fatto da Charlie. Alla fine del film lui verrà a prendere tutti gli altri bambini lasciati da Mrs. Harridan e li riporterà nell'asilo ma questa volta in un posto più grande.